# Tuffi ai campionati europei di nuoto 2016 - Trampolino 3 metri femminile
La competizione di tuffi dal trampolino 3 metri femminile dei Campionati europei di nuoto 2016 si è svolta il 14 maggio 2016. Al mattino è stato disputato il turno eliminatorio a cui hanno partecipato 26 atlete, mentre nel pomeriggio ha avuto luogo la finale tra le migliori 12 tuffatrici.

## Medaglie
| Posizione | Atlete         | Paese         |
| --------- | -------------- | ------------- |
| Oro       | Tania Cagnotto | Italia        |
| Argento   | Uschi Freitag  | Paesi Bassi   |
| Bronzo    | Grace Reid     | Gran Bretagna |

## Risultati
In verde sono indicati gli atleti qualificati alla finale.
| Pos. | Atlete              | Nazionalità   | Eliminatorie | Eliminatorie | Finale | Finale |
| Pos. | Atlete              | Nazionalità   | Punti        | Pos.         | Punti  | Pos.   |
| ---- | ------------------- | ------------- | ------------ | ------------ | ------ | ------ |
|      | Tania Cagnotto      | Italia        | 315.45       | 2            | 360.60 | 1      |
|      | Uschi Freitag       | Paesi Bassi   | 303.35       | 4            | 330.60 | 2      |
|      | Grace Reid          | Gran Bretagna | 300.95       | 5            | 328.55 | 3      |
| 4    | Rebecca Gallantree  | Gran Bretagna | 306.60       | 3            | 323.25 | 4      |
| 5    | Olena Fedorova      | Ucraina       | 289.80       | 7            | 317.10 | 5      |
| 6    | Inge Jansen         | Paesi Bassi   | 291.40       | 6            | 309.25 | 6      |
| 7    | Nora Subschinski    | Germania      | 279.20       | 10           | 303.30 | 7      |
| 8    | Tina Punzel         | Germania      | 286.20       | 8            | 291.25 | 8      |
| 9    | Alena Khamulkina    | Bielorussia   | 285.00       | 9            | 269.50 | 9      |
| 10   | Anastasiia Nedobiga | Ucraina       | 326.25       | 1            | 269.45 | 10     |
| 11   | Francesca Dallapé   | Italia        | 261.30       | 11           | 262.40 | 11     |
| 12   | Rocío Velázquez     | Spagna        | 255.80       | 12           | 224.30 | 12     |
| 13   | Emma Gorebrant      | Svezia        | 255.25       | 13           |        |        |
| 14   | Daniella Nero       | Svezia        | 253.35       | 14           |        |        |
| 15   | Marcela Marić       | Croazia       | 245.70       | 15           |        |        |
| 16   | Diana Chaplieva     | Russia        | 245.55       | 16           |        |        |
| 17   | Clara Della Vedova  | Francia       | 243.85       | 17           |        |        |
| 18   | Kristina Ilinykh    | Russia        | 242.15       | 18           |        |        |
| 19   | Natasha MacManus    | Irlanda       | 235.80       | 19           |        |        |
| 20   | Madeline Coquoz     | Svizzera      | 232.35       | 20           |        |        |
| 21   | Genevieve Green     | Lituania      | 228.65       | 21           |        |        |
| 22   | Jessica Favre       | Svizzera      | 224.50       | 22           |        |        |
| 23   | Anne Tuxen          | Norvegia      | 210.65       | 23           |        |        |
| 24   | Maja Borić          | Croazia       | 208.50       | 24           |        |        |
| 25   | Taina Karvonen      | Finlandia     | 193.25       | 25           |        |        |
| 26   | Indrė Girdauskaitė  | Lituania      | 179.05       | 26           |        |        |